# Carl Grimberg

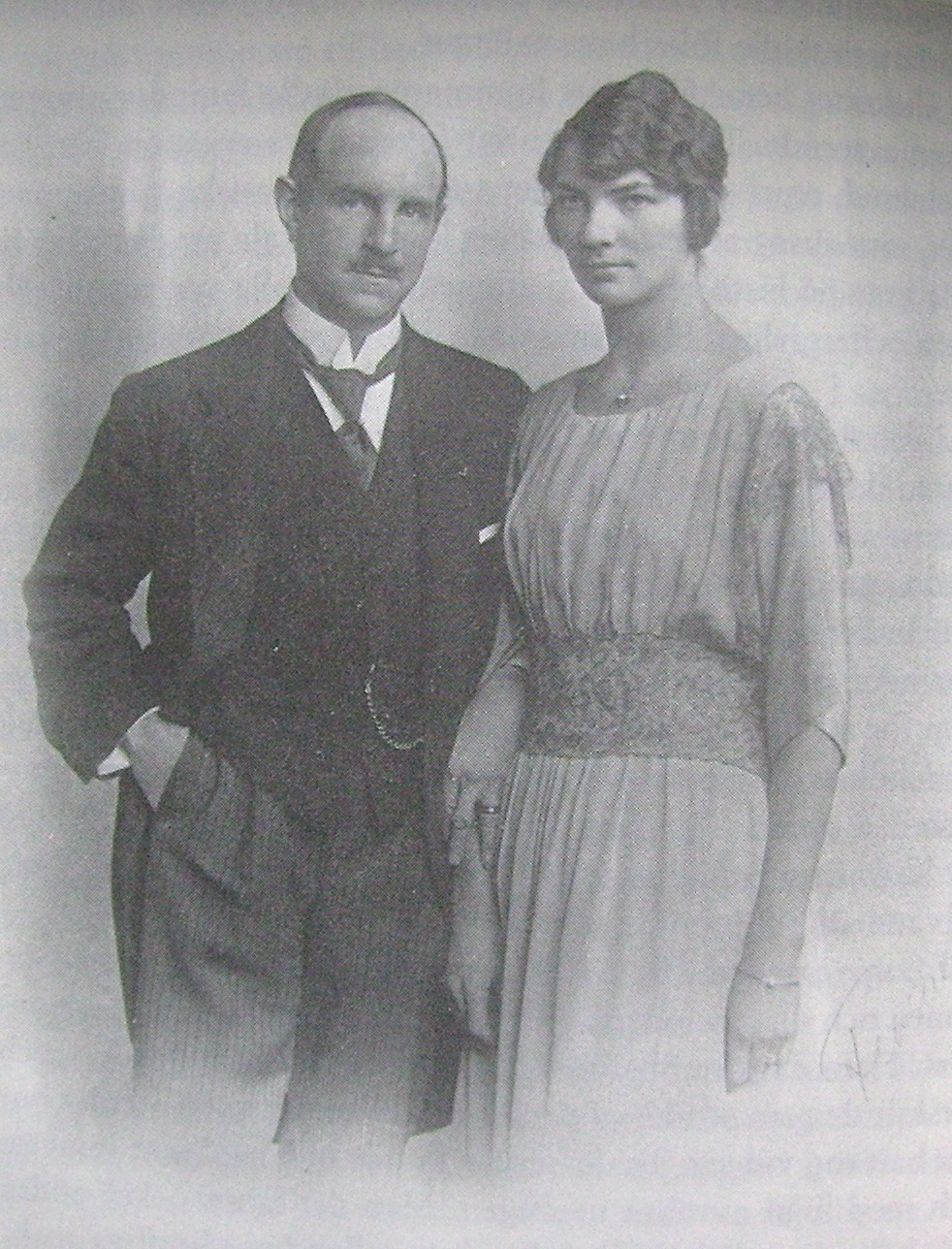
Carl Grimberg y su esposa, Eva Sparre.

Carl Gustaf Grimberg (Gotemburgo, 22 de septiembre de 1875-Djursholm, 11 de junio de 1941) fue un historiador y profesor sueco.  
Fue hijo del profesor Joel Grimberg y de Charlotta Andersson. En 1919 se casó con Eva Carlsdotter Sparre (1895-1982).
Profesor de historia desde 1897, ejerció como tal en la Universidad de Gotemburgo hasta 1918; posteriormente, se dedicó en exclusiva a la historiografía. Su trabajo más famoso es Historia de Suecia (Svenska folkets underbara öden), escrito entre 1913 y 1924. En 1926 comenzó a escribir una Historia universal (Världshistoria), proyecto que, debido a su muerte en 1941, escribió solo hasta los tomos correspondientes al siglo XVIII. La obra fue finalizada por Ragnar Svanström sobre la base de las notas dejadas por Grimberg.